# حرف مسنن
الحُرْف المسنن نوع نباتي يتبع جنس الحُرْف من الفصيلة الصليبية.